# Чернобрюшки
Чернобрюшки, амурские подусты, подусты-чернобрюшки (лат. Xenocypris) — род лучепёрых рыб семейства карповых.
На территории России обитает один вид рода — подуст-чернобрюшка (Xenocypris macrolepis).

## Список видов
- Xenocypris davidi Bleeker, 1871
- Xenocypris fangi Tchang, 1930
- Xenocypris hupeinensis (Yih in Yang, 1964)
- Xenocypris macrolepis Bleeker, 1871 (синоним Xenocypris argentea[3]) —  подуст-чернобрюшка, или чернобрюшка, или амурский подуст-чернобрюшка
- Xenocypris medius (Oshima, 1920)
- Xenocypris yunnanensis Nichols, 1925